# 오트우엘레주

오트우엘레주의 위치

오트우엘레주(프랑스어: Haut-Uele)는 콩고 민주 공화국 북동부에 위치한 주로 주도는 이시로이며 면적은 89,683 km2, 인구는 1,920,867명(2005년 기준), 인구 밀도는 21명/km2이다.
2006년에 개정되어 2015년에 시행된 콩고 민주 공화국 헌법에 따라 동부주에서 분리되어 신설되었다. 동쪽과 남쪽으로는 이투리주, 남서쪽으로는 초포주, 서쪽으로는 바우엘레주와 접하며 북서쪽으로는 중앙아프리카 공화국, 북쪽으로는 남수단과 국경을 접한다.